# Jagir Gadadur, Kushtagi
Jagir Gadadur là một làng thuộc tehsil Kushtagi, huyện Koppal, bang Karnataka, Ấn Độ.